# Michael Wiesinger
Michael Wiesinger, né le 27 décembre 1972 à Burghausen, est un footballeur allemand reconverti entraîneur.

## Biographie

### Joueur
Après avoir joué pour le SV DJK Emmerting dès l'âge de quatre ans, puis pour le SV Gendorf pendant neuf ans, Wiesinger rejoint le TSV 1860 Munich en tant que jeune joueur pour une saison en 1990, pour lequel il a joue un match avec la section masculine de la Bayernliga, alors en troisième division. Après avoir joué pour le FC Starnberg, Wiesinger rejoint le 1. FC Nuremberg.
Il fait ses débuts en Bundesliga le 6 août 1993 en remplaçant Manfred Schwabl à la 80e minute, lors de la 1re journée face au Hambourg SV (défaite 5-2). Il inscrit son premier but en Bundesliga le 4 décembre 1993 (19e journée) lors d'une victoire 1-0 contre le 1. FC Cologne. Après sa première saison, lui et le 1. FC Nüremberg sont relégués en 2. Bundesliga, d'où ils seront relégués en Regionalliga deux ans plus tard. En 1997, son club retrouve la 2. Bundesliga et un an plus tard, il est promu en Bundesliga avec le club.
Après une année supplémentaire en première division, Wiesinger rejoint le Bayern Munich, pour lequel il marque son seul but en 19 matches de championnat le 30 octobre 1999 lors de la 10e journée où il est à l'origine du dernier but à la 89e minute lors de la victoire 5-0 à domicile contre le VfL Wolfsburg. Le 7 décembre 1999, il découvre la Ligue des champions, où il rentre en fin de match contre le Dynamo Kiev lors de la 2e journée de la 2e phase de groupes. Trois saisons avec le TSV 1860 Munich ont suivi en 2001. En janvier 2004, il est prêté au SV Wacker Burghausen qui évolue en 2e division allemande avant de s'y engager sous forme d'un transfert définitif à la fin de la saison. Son contrat pris fin avec la relégation en Regionalliga Sud à la fin de la saison 2006-2007. En 2007, il rejoint le SpVgg Weiden, où il passe un an avant de prendre sa retraite.

### Entraîneur

#### FC Ingolstadt 04
Il prit ses fonctions d'entraîneur au FC Ingolstadt 04 le 1er juillet 2008. Dans un premier temps, il est entraîneur principal de l'équipe réserve et, à partir du 21 avril 2009, entraîneur intérimaire de l'équipe première en raison du licenciement de Thorsten Fink. Avec un contrat de deux ans, il est d'abord l'assistant de Horst Köppel à partir du 22 mai 2009, puis entraîneur principal après le licenciement de Köppel le 9 novembre 2009,. Le 21 décembre 2009, son contrat est prolongé jusqu'en juin 2011 et engage Henning Bürger comme assistant. Avec le club relégué en 3. Liga à la fin de la saison 2008-2009, Wiesinger réussi un retour immédiat en 2. Bundesliga en terminant 3e du classement et en gagnant les deux matchs de barrages contre le Hansa Rostock. Après seulement quatre points pris lors des onze premiers matchs de la saison 2010-2011, Wiesinger est démis de ses fonctions le 6 novembre 2010. Alors qu'il était encore à Ingolstadt, Wiesinger a suivi la formation pour obtenir une licence d'entraîneur à l'Université du sport de Cologne, qu'il achève avec succès en 2011.

#### 1. FC Nuremberg
Après avoir entraîné l'équipe réserve du 1. FC Nuremberg pendant plus d'une saison, Michael Wiesinger prend la tête de l'équipe première le 1er janvier 2013 avec Armin Reutershahn, qui faisait jusqu'alors office d'entraîneur assistant, en remplacement de Dieter Hecking, parti au VfL Wolfsburg. Le 7 octobre 2013, Wiesinger est licencié avec Reutershahn. La raison en est la défaite 5-0 contre le Hambourg SV la veille, qui laissé le 1. FC Nuremberg dans la zone de relégation après huit matchs sans victoire.

#### SV Elversberg
Wiesinger devient le nouvel entraîneur du SV Elversberg, club de Regionalliga Sud Ouest, lors de la saison 2015-2016. Lors de sa première saison à la tête du club, il termine à la deuxième place du classement et se qualifie pour les barrages de promotion en 3. Liga, mais s'incline face au FSV Zwickau. Lors de la saison suivante, en 2016-2017, il remporté avec le SV Elversberg le championnat de Regionalliga Sud Ouest. Cependant, ils échoue aux barrages de promotion contre le SpVgg Unterhaching. L'équipe atteint également la finale de la Coupe de Sarre en 2016 et 2017, bien qu'elle perd les finales contre le FC Hombourg et le 1. FC Saarbrücken respectivement. Après avoir échoué deux années de suite à obtenir la promotion en 3. Liga, le club se sépare de Wiesinger à la fin de la saison.

#### KFC Uerdingen 05
Le 11 juin, il rejoint le KFC Uerdingen 05, club nouvellement promu en Regionalliga Ouest. Le 15 mars 2018, il est démis de ses fonctions et remplacé par Stefan Krämer.

#### Retour au 1. FC Nuremberg
Début septembre 2019, Wiesinger revient au 1. FC Nuremberg pour prendre la direction du centre de formation. Le 1er juillet 2020, il prend en charge l'équipe de deuxième division à la place de Jens Keller, libéré, pour les matchs de barrages de relégation des 7 et 11 juillet contre le FC Ingolstadt 04. Après une victoire 2-0 à l'aller, le FCN est mené 0-3 au retour jusqu'à peu avant la fin du match, avant que Fabian Schleusener n'inscrive le but à la 96e minute du match, synonyme de maintien en 2. Bundesliga. Après cela, Wiesinger retrouve son poste de directeur de centre de formation.

## Statistiques

### Statistiques de joueur
| Saison                | Club                        | Championnat           | Championnat | Championnat | Championnat | Coupe nationale | Coupe nationale | Coupe nationale | Coupe de la Ligue | Coupe de la Ligue | Coupe de la Ligue | Compétition(s) continentale(s) | Compétition(s) continentale(s) | Compétition(s) continentale(s) | Compétition(s) continentale(s) | Total | Total | Total |
| Saison                | Club                        | Division              | M.          | B.          | P.d.        | M.              | B.              | P.d.            | M.                | B.                | P.d.              | Comp.                          | M.                             | B.                             | P.d.                           | M.    | B.    | P.d.  |
| 1990-1991             | TSV 1860 Munich             | Oberliga              | 1           | 0           | 0           | -               | -               | -               | -                 | -                 | -                 | -                              | -                              | -                              | -                              | 1     | 0     | 0     |
| Sous-total            | Sous-total                  | Sous-total            | 1           | 0           | 0           | -               | -               | -               | -                 | -                 | -                 | -                              | -                              | -                              | -                              | 1     | 0     | 0     |
| 1992-1993             | FC Starnberg                | Oberliga              | 24          | 9           | 0           | -               | -               | -               | -                 | -                 | -                 | -                              | -                              | -                              | -                              | 24    | 9     | 0     |
| Sous-total            | Sous-total                  | Sous-total            | 24          | 9           | 0           | -               | -               | -               | -                 | -                 | -                 | -                              | -                              | -                              | -                              | 24    | 9     | 0     |
| 1993-1994             | 1. FC Nuremberg             | Bundesliga            | 31          | 2           | 3           | -               | -               | -               | -                 | -                 | -                 | -                              | -                              | -                              | -                              | 31    | 2     | 3     |
| 1994-1995             | 1. FC Nuremberg             | 2. Bundesliga         | 33          | 1           | 0           | 1               | 0               | 0               | -                 | -                 | -                 | -                              | -                              | -                              | -                              | 34    | 1     | 0     |
| 1995-1996             | 1. FC Nuremberg             | 2. Bundesliga         | 33          | 3           | 0           | 4               | 0               | 0               | -                 | -                 | -                 | -                              | -                              | -                              | -                              | 37    | 3     | 0     |
| 1996-1997             | 1. FC Nuremberg             | Regionalliga          | 33          | 7           | 1           | 2               | 1               | 0               | -                 | -                 | -                 | -                              | -                              | -                              | -                              | 35    | 8     | 1     |
| 1997-1998             | 1. FC Nuremberg             | 2. Bundesliga         | 34          | 11          | 3           | 1               | 0               | 0               | -                 | -                 | -                 | -                              | -                              | -                              | -                              | 35    | 11    | 3     |
| 1998-1999             | 1. FC Nuremberg             | Bundesliga            | 22          | 1           | 6           | 2               | 0               | 0               | -                 | -                 | -                 | -                              | -                              | -                              | -                              | 24    | 1     | 6     |
| Sous-total            | Sous-total                  | Sous-total            | 186         | 25          | 13          | 10              | 1               | 0               | -                 | -                 | -                 | -                              | -                              | -                              | -                              | 196   | 26    | 13    |
| 1999-2000             | Bayern Munich               | Bundesliga            | 13          | 1           | 2           | 2               | 0               | 1               | 1                 | 0                 | 0                 | C1                             | 4                              | 0                              | 0                              | 20    | 1     | 3     |
| 2000-2001             | Bayern Munich               | Bundesliga            | 6           | 0           | 1           | 2               | 0               | 0               | 2                 | 1                 | 0                 | C1                             | 5                              | 0                              | 0                              | 15    | 1     | 1     |
| Sous-total            | Sous-total                  | Sous-total            | 19          | 1           | 3           | 4               | 0               | 1               | 3                 | 1                 | 0                 | -                              | 9                              | 0                              | 0                              | 35    | 2     | 4     |
| 2001-2002             | TSV 1860 Munich             | Bundesliga            | 25          | 1           | 4           | 4               | 1               | 0               | -                 | -                 | -                 | CI                             | 3                              | 1                              | 1                              | 32    | 3     | 5     |
| 2002-2003             | TSV 1860 Munich             | Bundesliga            | 16          | 1           | 1           | 2               | 0               | 0               | -                 | -                 | -                 | CI                             | 2                              | 0                              | 0                              | 20    | 1     | 1     |
| 2003-2004             | TSV 1860 Munich             | Bundesliga            | 3           | 0           | 0           | 1               | 1               | 0               | -                 | -                 | -                 | -                              | -                              | -                              | -                              | 4     | 1     | 0     |
| Sous-total            | Sous-total                  | Sous-total            | 44          | 2           | 5           | 7               | 2               | 0               | -                 | -                 | -                 | -                              | 5                              | 1                              | 1                              | 56    | 5     | 6     |
| 2003-2004             | TSV 1860 Munich II          | Oberliga              | 2           | 0           | 0           | -               | -               | -               | -                 | -                 | -                 | -                              | -                              | -                              | -                              | 2     | 0     | 0     |
| Sous-total            | Sous-total                  | Sous-total            | 2           | 0           | 0           | -               | -               | -               | -                 | -                 | -                 | -                              | -                              | -                              | -                              | 2     | 0     | 0     |
| 2003-2004             | SV Wacker Burghausen (prêt) | 2. Bundesliga         | 9           | 0           | 1           | -               | -               | -               | -                 | -                 | -                 | -                              | -                              | -                              | -                              | 9     | 0     | 1     |
| 2004-2005             | SV Wacker Burghausen        | 2. Bundesliga         | 31          | 0           | 4           | 1               | 0               | 0               | -                 | -                 | -                 | -                              | -                              | -                              | -                              | 32    | 0     | 4     |
| 2005-2006             | SV Wacker Burghausen        | 2. Bundesliga         | 23          | 1           | 3           | 1               | 1               | 0               | -                 | -                 | -                 | -                              | -                              | -                              | -                              | 24    | 2     | 3     |
| 2006-2007             | SV Wacker Burghausen        | 2. Bundesliga         | 13          | 0           | 1           | 2               | 0               | 0               | -                 | -                 | -                 | -                              | -                              | -                              | -                              | 15    | 0     | 1     |
| Sous-total            | Sous-total                  | Sous-total            | 76          | 1           | 9           | 4               | 1               | 0               | -                 | -                 | -                 | -                              | -                              | -                              | -                              | 80    | 2     | 9     |
| 2007-2008             | SpVgg Weiden                | Oberliga              | 24          | 2           | 0           | -               | -               | -               | -                 | -                 | -                 | -                              | -                              | -                              | -                              | 24    | 2     | 0     |
| Sous-total            | Sous-total                  | Sous-total            | 24          | 2           | 0           | -               | -               | -               | -                 | -                 | -                 | -                              | -                              | -                              | -                              | 24    | 2     | 0     |
| Total sur la carrière | Total sur la carrière       | Total sur la carrière | 376         | 40          | 30          | 25              | 4               | 1               | 3                 | 1                 | 0                 | -                              | 14                             | 1                              | 1                              | 418   | 46    | 32    |

### Statistiques d'entraîneur
| FC Ingolstadt 04 II        | 1er juillet 2008 | 21 avril 2009    | 27  | 10  | 8  | 9  | 37,04 |
| FC Ingolstadt 04 (intérim) | 22 avril 2009    | 26 avril 2009    | 1   | 0   | 0  | 1  | 0,00  |
| FC Ingolstadt 04           | 9 novembre 2009  | 6 novembre 2010  | 38  | 15  | 8  | 15 | 39,47 |
| 1. FC Nuremberg II         | 1er juillet 2011 | 23 décembre 2012 | 56  | 22  | 15 | 19 | 39,29 |
| 1. FC Nuremberg            | 24 décembre 2012 | 7 octobre 2013   | 26  | 6   | 11 | 9  | 23,08 |
| SV Elversberg              | 1er juillet 2015 | 30 juin 2017     | 78  | 47  | 17 | 14 | 60,26 |
| KFC Uerdingen 05           | 1er juillet 2017 | 15 mars 2018     | 26  | 14  | 9  | 3  | 53,85 |
| 1. FC Nuremberg (intérim)  | 29 juin 2020     | 11 juillet 2020  | 2   | 1   | 0  | 1  | 50,00 |
| Total                      | Total            | Total            | 254 | 115 | 68 | 71 | 45,28 |

## Palmarès

### Joueur
Bayern Munich
| - Championnat d'Allemagne (2) : - Champion : 1999-00 et 2000-01. - Coupe d'Allemagne (1) : - Vainqueur : 1999-00. |  | - Coupe de la Ligue allemande (2) : - Vainqueur : 1999 et 2000. - Ligue des champions (1) : - Vainqueur : 2000-01. |